# Astroparticle Physics
Astroparticle Physics je  strokovna znanstvena revija, ki pokriva eksperimentalne in teoretične raziskave na različnih področjih fizike kozmičnih žarkov, astronomije, astrofizike, fizikalne kozmologije, fizike delcev in fizike astrodelcev. Izhajati je začela leta 1992, izdaja pa jo mesečno North-Holland, imprint akademske založbe Elsevier. Po Journal Citation Reports ima revija za leto 2020 faktor vpliva 2,724.